# Locomotiva FE 202
Le locomotive del gruppo 202 sono delle locotender, oggi delle Ferrovie eritree (FE), a due cilindri, a vapore surriscaldato costruite dalla Breda di Milano per l'utilizzo sulle linee delle ex-colonie italiane.
Il primo piccolo gruppo di 5 locomotive venne realizzato negli stabilimenti della Breda nella seconda metà degli anni venti e un secondo lotto di 6 unità nella seconda metà degli anni trenta del XX secolo. Si trattava di piccole locotender a due assi accoppiati di rodiggio 0-2-0 con distribuzione Walschaerts. Sono sopravvissute alla guerra e al lungo periodo di abbandono. Due di esse sono state rimesse in efficienza per l'uso nella Ferrovia Massaua-Asmara.